# Pórfi Ferenc
Pórfi Ferenc (szül. Franz Bauer) (Paks, 1826. április 14. – Budapest, 1911. február 13.) kalapos, kereskedő.

## Életpályája
Fiatalkori életpályájáról, tanulmányairól egyelőre nem áll rendelkezésre információ.
Pesten, a Váci utca 8. szám alatt volt kalap és férfidivat üzlete.
Amikor az 1867-es kiegyezést követően I. Ferenc Józsefet Magyarország királyává koronázták, a Koronaőrség felkérte, hogy a Szent Koronát igazítsa a felséges fő méreteire – tekintve, hogy a korona körmérete a leendő király fejének körméreténél nagyobb volt.
Gróf Károlyi György m. kir. első koronaőrnek az udvarhoz írt beszámolója szerint a munkáért Pórfi nem fogadott el fizetséget, merthogy „a kitüntetés által, mely őt azáltal részesítette, hogy én őt ezen munkával megbíztam, és ezáltal képes volt a nemzet számára ezen oly becses relikvia javításához hozzájárulni, magát kellőképpen és bőségesen megfizetve érzi”.
Ferenc József végül – gróf Festetics György király személye körüli miniszter és más udvari méltóságok javaslatára – egy aranyszelencével ajándékozta meg Pórfit.
Pórfi utódai IV. Károly koronázásakor is ajánlkoztak a korona átalakítására. Hogy kérvényük elfogadásra került-e, még homály fedi, mivel a Koronázási Ünnepséget Rendező Bizottság iratai egyelőre ismeretlen helyen találhatók.
Pórfiról Krúdy Gyula is megemlékezik a Régi pesti históriákban.